# Карл Якверт
Карл Якверт (нім. Karl Jackwerth; 3 листопада 1893, Відень — 4 квітня 1974) — австро-угорський, австрійський і німецький офіцер, генерал-майор вермахту.

## Біографія
18 серпня 1913 року вступив в 72-й піхотний полк. Учасник Першої світової війни, з 1 серпня 1914 року — командир взводу свого полку. 29 серпня 1914 року взятий в полон російськими військами. 10 липня 1920 року звільнений і продовжив службу в австрійську армію. З 1 квітня 1933 року — командир 3-ї автотранспортної роти, з 1 червня 1935 року — 3-го автотранспортного батальйону. Після аншлюсу 15 березня 1938 року автоматично перейшов у вермахт. З 1 серпня 1938 року — командир 17-го, з 10 листопада 1938 року — 10-го автотранспортного батальйону, з 26 серпня 1939 року — 10-го запасного автотранспортного батальйону. З 1 листопада 1939 року — командир допоміжних частин 560, з 20 травня 1942 року — 590. 21 листопада 1942 року переведений в 6-го вище командування допоміжних частин, а 1 грудня очолив командування. З 10 травня 1044 по 1945 рік — вищий командир допоміжних частин 2. З 1 квітня 1945 року — командир училища допоміжних військ в Ганновері. 8 травня 1945 року взятий в полон. В 1946 році звільнений.

## Звання
- Фенріх (18 серпня 1913)
- Лейтенант (9 серпня 1914)
- Оберлейтенант (1 вересня 1915)
- Титулярний гауптман (8 липня 1921)
- Гауптман (12 січня 1927)
- Майор (26 вересня 1930)
- Оберстлейтенант (1 лютого 1939)
- Оберст (1 лютого 1941)
- Генерал-майор (30 січня 1945)

## Нагороди
- Хрест «За військові заслуги» (Австро-Угорщина) 3-го класу з військовою відзнакою і мечами
- Військовий Хрест Карла
- Пам'ятна військова медаль (Австрія) з мечами
- Хрест «За військові заслуги» (Австрія) 3-го класу (11 грудня 1935)
- Почесний хрест ветерана війни з мечами
- Медаль «За вислугу років у Вермахті» 4-го, 3-го, 2-го і 1-го класу (25 років)